# Liga Naţională (kvinder)
 Denne artikel omhandler kvindeligaen. Opslagsordet har også en anden betydning, se Liga Naţională (mænd).
| Portal | Portal:Håndbold |

Liga Naţională er den øverste håndboldrække i rumænsk håndbold for kvinder. Den er organiseret under det rumænske håndboldforbund, Federația Română de Handbal og består af fjorten hold.

## Hold i Liga Naţională 2021–22
- CSM Bucuresti
- Dunărea Brăila
- SCM Craiova
- HC Zalău
- SCM Râmnicu Vâlcea
- CS Măgura Cisnădie
- SCM Gloria Buzău
- CS Gloria 2018 Bistrița-Năsăud
- CS Rapid București
- CSM Slatina
- CSM Deva
- CSM Dacia Mioveni
- CS Minaur Baia Mare
- CS Universitatea Știința București

## Senderettigheder
Kampene sendes af Digi Sport, Digi Sport 2, Digi Sport 3, Digi Sport 4 og TVR 1.

## Oversigt over rumænske mestre i kvindehåndbold
| - 1958–59: Progresul Bucharest - 1959–60: Ştiinţa Bucharest - 1960–61: Rapid Bukarest - 1961–62: Rapid Bukarest - 1962–63: Rapid Bukarest - 1963–64: Ştiinţa Timişoara - 1964–65: Ştiinţa Bucharest - 1965–66: Ştiinţa-Universitatea Timişoara - 1966–67: Rapid Bukarest - 1967–68: Universitatea Timişoara - 1968–69: Universitatea Timişoara - 1969–70: Universitatea Timişoara - 1970–71: Universitatea Timişoara - 1971–72: Universitatea Timişoara - 1972–73: IEFS Bucharest - 1973–74: IEFS Bucharest - 1974–75: Universitatea Timişoara - 1975–76: Universitatea Timişoara - 1976–77: Universitatea Timişoara - 1977–78: Universitatea Timişoara - 1978–79: Ştiinţa Bacău | - 1979–80: Ştiinţa Bacău - 1980–81: Rulmentul Braşov - 1981–82: Ştiinţa Bacău - 1982–83: Ştiinţa Bacău - 1983–84: Ştiinţa Bacău - 1984–85: Ştiinţa Bacău - 1985–86: Ştiinţa Bacău - 1986–87: Ştiinţa Bacău - 1987–88: CS Mureşul Târgu Mureş - 1988–89: Chimistul Râmnicu Vâlcea - 1989–90: Chimistul Râmnicu Vâlcea - 1990–91: Chimistul Râmnicu Vâlcea - 1991–92: Ştiinţa Bacău - 1992–93: Chimistul Râmnicu Vâlcea - 1993–94: Chimistul Râmnicu Vâlcea - 1994–95: Oltchim Râmnicu Vâlcea - 1995–96: Oltchim Râmnicu Vâlcea - 1996–97: Oltchim Râmnicu Vâlcea - 1997–98: Oltchim Râmnicu Vâlcea - 1998–99: Oltchim Râmnicu Vâlcea - 1999-00: Oltchim Râmnicu Vâlcea | - 2000–01: Silcotub Zalău - 2001–02: Oltchim Râmnicu Vâlcea - 2002–03: Rapid Bukarest - 2003–04: Silcotub Zalău - 2004–05: Silcotub Zalău - 2005–06: Corona Braşov - 2006–07: Oltchim Râmnicu Vâlcea - 2007–08: Oltchim Râmnicu Vâlcea - 2008–09: Oltchim Râmnicu Vâlcea - 2009–10: Oltchim Râmnicu Vâlcea - 2010–11: Oltchim Râmnicu Vâlcea - 2011–12: Oltchim Râmnicu Vâlcea - 2012–13: Oltchim Râmnicu Vâlcea - 2013–14: HCM Baia Mare - 2014–15: CSM Bucuresti - 2015–16: CSM Bucuresti - 2016–17: CSM Bucuresti - 2017–18: CSM Bucuresti - 2018–19: SCM Râmnicu Vâlcea - 2020–21: CSM Bucuresti - 2021–22: Rapid Bukarest |

## Flest mål
- 2016-17:  Cristina Zamfir - S.C.M. Craiova (186)
- 2015-16:  Roxana Han - CS Măgura Cisnădie (211)
- 2014–15:  Andreea Enescu - CSU Neptun Constanța (271)
- 2013-14:  Carmen Cartaș – CSM Cetate Devatrans Deva (205)
- 2012–13:  Irina Glibko – HC Danubius Galaţi (177)
- 2011–12:  Diana Druțu – HC Oţelul Galaţi (182)
- 2010–11:  Carmen Cartaș – CSM Cetate Devatrans Deva (210)
- 2009–10:  Ada Moldovan – HC Dunărea Brăila (244)